# Юрченко, Сергей Васильевич
Сергей Васильевич Юрченко (род. 10 мая 1962, Ялта, Крымская область) — украинский и российский историк и политолог, доктор политических наук, профессор, проректор по международной деятельности и информационной политике Крымского федерального университета имени В. И. Вернадского. Заслуженный работник образования Автономной Республики Крым (2013).

## Биография
Родился 10 мая 1962 года в Ялте, где получил среднее образование.
В 1980 году поступил на исторический факультет Симферопольского государственного университета имени М. В. Фрунзе, который окончил с отличием в 1985 году. Трудовую деятельность начал в качестве учителя севастопольской средней школы № 44. С 1985 по 1987 год проходил срочную службу. В 1987 году работал воспитателем в севастопольском интернате № 1. С 1987 по 1991 год по направлению от СГУ учился в аспирантуре на кафедре новой и новейшей истории стран Европы и Америки МГУ имени М. В. Ломоносова, где под научным руководством д. и. н., профессора Е. Ф. Язькова защитил диссертацию «Эволюция внешнеполитических установок Демократической партии США в 1952—1960 годах» по специальности «всеобщая история».
С 1990 года работает в альма-матер (СГУ → ТНУ) ассистентом, доцентом (1992—2003), профессором кафедры новой и новейшей истории зарубежных стран (2003—2010) исторического факультета. В 2001 году в специализированном совете при Институте мировой экономики и международных отношений НАН Украины защитил докторскую диссертацию «Геостратегия США в процессе становления глобальной державы» по специальности «политические науки» (научный консультант — д. и. н., профессор Е. Е. Каминский). С 2010 года — заведующий кафедрой политических наук и международных отношений философского факультета ТНУ → Крымского федерального университета имени В. И. Вернадского. Возглавляет университетскую Научную школу международных и региональных политических исследований. В 2015 году утверждён проректором по международной деятельности и информационной политике КФУ.
По совместительству с 2003 года работает профессором кафедры истории и международных отношений филиала МГУ имени М. В. Ломоносова в Севастополе, а с 2004 по 2011 год являлся заместителем директора по научной работе Ливадийского дворца-музея.

## Научная деятельность
В круг научных интересов входят новейшая история и внешняя политика США, теория и история международных отношений, история Второй мировой войны. С. В. Юрченко — руководитель научной школы международных и региональных политических исследований, автор более 150 научных публикаций, в том числе монографий и статей, опубликованных в Украине, России, ФРГ, Македонии. Под руководством С. В. Юрченко защищено не менее семнадцати диссертаций по специальности «история», «политология», «философия».
В 2018 году под общей редакцией С. В. Юрченко было издано учебное пособие для общеобразовательных организаций «История Крыма. 10-й класс». Раздел «Национальная политика оккупантов. Коллаборационизм», автором которого был также Юрченко, вызвал возмущение Совета крымских татар и депутата ГД РФ Руслана Бальбека, потребовавшего изъять пособие в связи с упоминанием в нём фактов активного сотрудничества части крымских татар с немецко-фашистскими оккупантами. В результате разразившегося скандала, по решению министра образования Республики Крым Натальи Гончаровой, спорный раздел о коллаборационизме из учебника был убран.

## Общественная деятельность
- председатель Комитета по Государственной премии Республики Крым (с 2019)[9]
- председатель Общественного совета при Государственной архивной службе Республики Крым (с 2014)[10]
- член Экспертно-консультативного совета при Главе Республики Крым (с 2015)[11]
- член Издательского совета при Министерстве внутренней политики, информации и связи Республики Крым[12]
- член коллегии Государственного архива в Автономной Республике Крым (2014)[13]
- член Российской ассоциации политической науки
- член-корреспондент Крымской академии наук
- член Крымского экспертного клуба
- член Совета по защите докторских и кандидатских диссертаций по историческим наукам при Крымском федеральном университете имени В. И. Вернадского
- член редакционных коллегий научных изданий «Учёные записки Крымского федерального университета имени В. И. Вернадского» (серия: «Философия, Культурология, Политология, Социология»), «Politbook», «Интеллектуал», «Учёные записки ТНУ им. В. И. Вернадского», «Культура народов Причерноморья» и др.
- член научно-редакционной группы Крымской редакционной комиссии «Реабилитированные историей» при Совете Министров Автономной Республики Крым
- заместитель председателя Крымского республиканского общества международных связей
- член диссертационного совета исторического факультета Таврической академии КФУ имени В. И. Вернадского[14][2]

## Награды
- Почётный знак Таврического национального университета имени В. И. Вернадского (2001)
- Благодарность председателя Совета министров Автономной Республики Крым (2006)[15]
- Памятная медаль Института стран СНГ (2012)
- Почётное звание «Заслуженный работник образования Автономной Республики Крым» (2013)[16]
- Памятный знак «75 лет обороны Севастополя» Российского союза ветеранов (2016)
- Медаль имени академика Б. Д. Грекова Госкомитета по делам архивов Республики Крым (2017)[2]
- Медаль Республики Крым «За доблестный труд» (2018)[17]

## Основные труды
- Всемирная история 1918—1945. — Севастополь: «Ахтиар», 1998. — 324 с. (в соавторстве)
- Неизвестные страницы политических репрессий в Крыму. Права голоса лишены / Серия: Реабилитированные историей. — Симферополь: Таврия, 1998. — 104 с. (в соавторстве)
- «Большая тройка» и другие официальные лица. Крымская конференция 1945 года в портретах её участников. — Севастополь: издательство «Мир», 1999. — 150 с.
- Политические репрессии в Крыму (1920—1940 годы). — Симферополь, 2003. — 208 с. (в соавторстве)
- На пути к мировому лидерству: геостратегия США 1941—1963 гг. — Севастополь: издательство «Флот України», 2000. — 296 с.
- Сталин, Рузвельт, Черчилль на Ялтинской конференции 1945 года: три подхода к войне и миру. — Севастополь: издательство «Мир», 2000. — 130 с.
- Гриф секретности снят: охрана Ялтинской конференции 1945 года. — Севастополь: Мир, 2003. — 178 с.
- Ялтинская конференция 1945 года: хроника создания нового мира. — Симферополь: ИД «Крым», 2005. — 340 с.
- Реабилитированные историей. Автономная республика Крым: Книга вторая. — Симферополь: Издательство «АнтиквА», 2006. — 392 с. (в соавторстве)